# Teddy
"Teddy" to ostatnie z opowiadań J.D. Salingera w zbiorze "Dziewięć opowiadań" wydanych w 1953 (wyd. polskie 1964). Opowiadanie miało swoją premierę w styczniu 1953 roku w amerykańskim magazynie The New Yorker.

## Fabuła
Teddy (Theodore Mc Ardle) jest dziesięcioletnim geniuszem, dzieckiem przeciętnych intelektualnie rodziców. Wraz z rodziną, w tym młodszą siostrą, przemierza statkiem ocean, wracając z podróży do Europy, gdzie udzielał wielu wywiadów. Opowiadanie koncentruje się na rozmowie chłopca z młodym mężczyzną Nicholsonem na temat istoty istnienia i reinkarnacji. Salinger nadał chłopcu swoją cechę duchowej dociekliwości i żądzę poszukiwań. Za pośrednictwem chłopca dzieli się swoim podejściem do świata. Nicholson, biorąc pod uwagę wiek chłopca, jest zaskoczony jego wiedzą i sposobem rozumowania. Rozmowa jest jednak krótka, bowiem Teddy śpieszy się na lekcję pływania. Co więcej, wykorzystuje ten fakt w rozmowie, tłumacząc na przykładzie, jakby mógł umrzeć w ciągu kilku chwil, chociażby wrzucony przez siostrę do basenu i, ku ogólnemu zaskoczeniu, pustego. W ostatniej scenie Nicholson idzie pośpiesznie za Teddym na basen, jednak w połowie schodów słyszy przeraźliwy wrzask małej dziewczynki. 